# Abdulrahman Al-Haddad
Abdulrahman Al-Haddad (arab. عبدالرحمن الحداد) (ur. 10 listopada 1966) emiracki piłkarz grający na pozycji środkowego obrońcy.

## Kariera klubowa
W czasie swojej kariery piłkarskiej Al-Haddad był piłkarzem Nadi asz-Szarika.

## Kariera reprezentacyjna
W reprezentacji ZEA Abdulrahman Al-Haddad występował w latach dziewięćdziesiątych.
W 1990 roku uczestniczył w Mistrzostwach Świata we Włoszech. Na Mundialu wystąpił w dwóch meczach z:reprezentacją RFN oraz reprezentacją Jugosławii.
W 1992 uczestniczył w Pucharze Azji.
W 1993 uczestniczył w przegranych eliminacjach Mistrzostw Świata 1994.
W 1996 uczestniczył w Pucharze Azji, który był rozgrywany na stadionach Zjednoczonych Emiratów Arabskich. Reprezentacja ZEA zdobyła na tym turnieju wicemistrzostwo Azji.
W 1997 uczestniczył w przegranych eliminacjach Mistrzostw Świata 1998.
Ostatnim turniejem w którym uczestniczył Abdulrahman Al-Haddad był Puchar Konfederacji 1997.